# سفیدبرفی و ملکه شیطانی
سفیدبرفی و ملکه شیطانی (به انگلیسی: Snow White and the Evil Queen) یک فیلم فانتزی آمریکایی است که توسط جرمی بورینگ نوشته شده و توسط شرکت رسانه ای محافظه کار دیلی‌وایر تهیه شده‌است. این فیلم با بازی برت کوپر بازیگر و مفسر دیلی‌وایر در نقش سفیدبرفی، قرار است از طریق سرویس بنتکی، برنامه پخش اشتراکی دیلی‌وایر برای کودکان منتشر شود.

## تولید
در ۱۶ اکتبر ۲۰۲۳، همزمان با صدمین سالگرد تأسیس دیزنی، جرمی بورینگ، مدیرعامل دیلی‌وایر، راه‌اندازی یک سرویس محتوای کودکان به نام بنتکی را اعلام کرد که در آن روز در دسترس قرار گرفت. در این اعلامیه، بورینگ، دیزنی را متهم کرد که «بدترین افراط‌های چپی‌های ووک» را انجام داده و میراث والت دیزنی را رها کرده‌است و به جنجال‌هایی در مورد بازسازی آینده سفیدبرفی خود دیزنی اشاره کرد. — و اظهار داشت که بنتکی «نسل بعدی داستان‌های جاودانه» را خواهد ساخت.
همزمان با اکران بنتکی، بورینگ از ساخت یک اقتباس لایو اکشن از داستان اصلی سفیدبرفی، با نام سفیدبرفی و ملکه شیطانی خبر داد. هالیوود ریپورتر این اعلام را به عنوان واکنش جناح راست علیه بازسازی جدید سفیدبرفی از دیزنی توصیف کرد. این اولین ساخته فیلم بلند برند بنتکی خواهد بود و برت کوپر، مفسر دیلی وایر در نقش سفیدبرفی بازی خواهد کرد. بورینگ گفت که این فیلم دربارهٔ «یک شاهدخت و یک شاهزاده، در مورد زیبایی و غرور، در مورد عشق و قدرت آن در بالا بردن ما از مرگ به زندگی» خواهد بود.

## انتشار
تیزر تریلر این فیلم در ۱۶ اکتبر ۲۰۲۳ منتشر شد و آهنگی را به همراه داشت که توسط بورینگ نوشته شده بود و کوپر آواز آنرا بر عهده داشت.